# Lijst van beelden in Tynaarlo
Dit is een (onvolledige) chronologische lijst van beelden in Tynaarlo. Onder een beeld wordt hier verstaan elk driedimensionaal kunstwerk in de openbare ruimte van de Nederlandse gemeente Tynaarlo, waarbij beeld wordt gebruikt als verzamelbegrip voor sculpturen, standbeelden, installaties, gedenktekens en overige beeldhouwwerken.
Het bekendste beeld van de gemeente, al was het alleen al vanwege het bijbehorende liedje, is ongetwijfeld dat van Berend Botje. Het beeld is sinds de plaatsing aan de Stationsweg in 1967 herhaaldelijk vernield en geregeld was de sokkel leeg. In 2007 heeft college van burgemeester en wethouders van Tynaarlo besloten om het kwetsbare beeld een plek te geven bij molenmuseum De Wachter. Op de plek van het oorspronkelijke beeld, is in 2008 een bronzen replica geplaatst.
Voor een volledig overzicht van de beschikbare afbeeldingen zie: Beelden in Tynaarlo op Wikimedia Commons.
| Geplaatst | Omschrijving                    | Kunstenaar                    | Straat                                             | Plaats      | Materiaal                  | Afbeelding |
| --------- | ------------------------------- | ----------------------------- | -------------------------------------------------- | ----------- | -------------------------- | ---------- |
| 1929      | Willem Emmens                   | August Falise                 | Hoofdstraat 29                                     | Zeijen      | brons                      |            |
| 1947      | Verzetsmonument                 | Lidi Buma-van Mourik Broekman | Kerkbrink                                          | Zuidlaren   | brons                      |            |
| 1951      | Verzetsmonument                 | Coen Schilt                   | Rijksweg, hoek Oude Asserstraat                    | Vries       | natuursteen                |            |
| 1964      | Haan                            | Wladimir de Vries             | Nieuwe Holtenweg / Meeuwenlaan                     | Vries       | natuursteen                |            |
| 1966      | Gevelsteen met gemeentewapen    | Wladimir de Vries             | Raadhuisplein                                      | Vries       | natuursteen                |            |
| 1966      | Berend Botje                    | Willy Pot                     | Zuidlaardervaart, bij De Wachter                   | Zuidlaren   | natuursteen                |            |
| 1977      | Voorlezende moeder              | Onno de Ruijter               |                                                    | Zuidlaren   | steen                      |            |
| 1990      | Nous sommes ici                 | Bastiaan de Groot             | Hoofdweg                                           | Paterswolde | natuursteen                |            |
| 1991      | Orchidee                        | Onno de Ruijter               | Schoollaan, hoek Tonckensweg                       | Paterswolde | brons                      |            |
| 1992      | Federa                          | Hans Mes                      | Hoofdstraat                                        | Paterswolde | brons, natuursteen         |            |
| 2000      | Sirius III                      | Frank Holtz                   | Nieuwe Holtenweg, hoek Korenbloemstraat            | Vries       |                            |            |
| 2000      | De Paardenmarkt                 | Frans Ram                     | Stationsstraat, hoek Marktstraat                   | Zuidlaren   | brons                      |            |
| 2001      | Mijn moeder - 50 jaar Berkenhof | Marion Piersma                | Dennenoord                                         | Zuidlaren   | brons                      |            |
| 2002      | Kabouters op de dukdalven       | Roland Sohier                 | Sluis Vries                                        | Vries       | brons                      |            |
| 2002      | Sluiswachters                   | Maree Blok/Bas Lugthart       | Sluis De Punt                                      | De Punt     | massief staal              |            |
| 2003      |                                 | Piet Dieleman                 | Vriezerbrug                                        | Vries       |                            |            |
| 2006      | Sofie, de dansende haas         | Yvonne Visser                 | Handelsweg, langs A28                              | Vries       | brons                      |            |
| 2006      | Duif                            | Marte Röling                  |                                                    | Vries       |                            |            |
| 2006      | Bloem                           | Désirée Tonnaer               | Vriezerweg, oprit A28                              | Vries       | brons                      |            |
| 2006      | Round about Yde                 | Albert Geertjes               |                                                    | Yde         | glas                       |            |
| 2006      | zonder titel                    | Marco Goldenbeld              | Groningen Airport Eelde                            | Eelde       | staal                      |            |
| ca. 2006  | Het Bestuur                     | Guus Hellegers                | Hoofdweg 76                                        | Eelde       | brons                      |            |
| 2007      | Wonderbare visvangst            | Onno de Ruijter               | Zuidlaardervaart, bij De Wachter                   | Zuidlaren   | natuursteen                |            |
| 2008      | Berend Botje (bronzen replica)  | Willy Pot                     | Stationsweg                                        | Zuidlaren   | brons                      |            |
| 2008?     | Berend Botje (boek met tekst)   | onbekend                      | Stationsweg                                        | Zuidlaren   | brons                      |            |
| 2013      | De Helletocht                   | Anita Franken                 | Dennenoord                                         | Zuidlaren   | brons                      |            |
| 2015      | De Drie stoelen                 | Ryan Horstman                 | Madijk                                             | Eelderwolde | hout                       |            |
| onbekend  | onbekend                        | onbekend                      | Watermolendijk                                     | Tynaarlo    | roestvrijstaal en baksteen |            |
| onbekend  | Berend Botje (replica)          | Willy Richard Pot             | Rotonde Stationsweg, Julianalaan en Wilhelminalaan | Zuidlaren   | keramiek                   |            |
| onbekend  | Paarden                         | onbekend                      | Viaduct "Schipborg"                                | Zuidlaren   | graffiti                   |            |